# Tenorita
La tenorita es la forma mineral del óxido de cobre (II), CuO. Fue descubierta en 1841 en el monte Vesubio en la ciudad metropolitana de Nápoles, región de Campania (Italia), recibiendo su nombre en honor al botánico italiano Michele Tenore (1780-1861).
Sinónimos poco usados para este mineral son cobre negro, melaconisa y melaconita.

## Propiedades
La tenorita es un mineral opaco, de color gris o negro, y con brillo metálico. Tiene una dureza de 3,5 en la escala de Mohs y una densidad de 6,45 g/cm³. Es quebradizo —aunque flexible y elástico en escamas delgadas— y presenta fractura concoidea.
Cristaliza en el sistema monoclínico, clase prismática. Es un mineral débilmente pleocroico, presentando una coloración de parda clara a parda oscura; además, exhibe una notable birreflectancia.
Su contenido en cobre es de casi el 80%.

## Morfología y formación

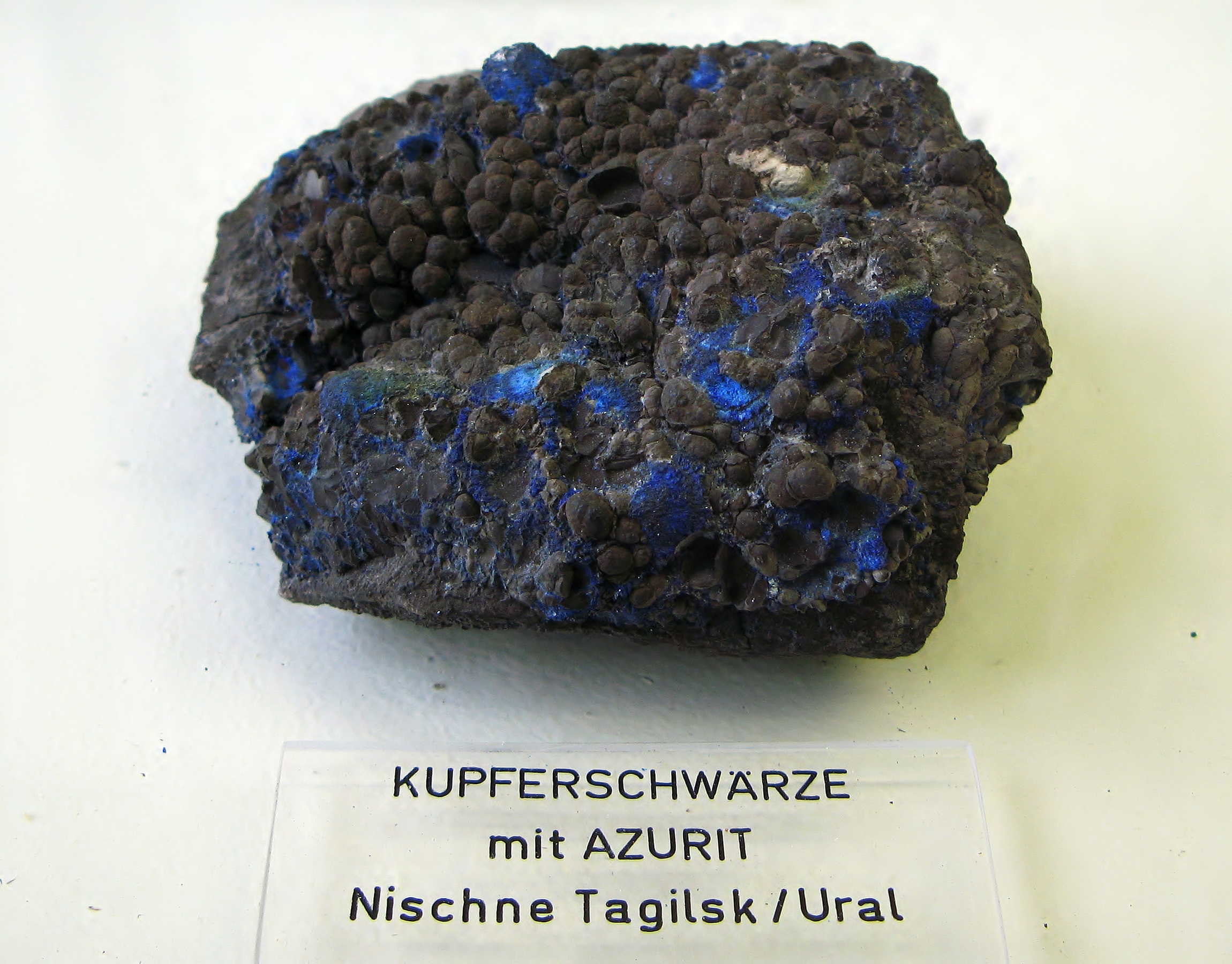
Tenorita con azulita procedente de Nizhni Tagil (Sverdlovsk, Rusia)

La tenorita se presenta como cristales laminados, de hasta 2 mm de longitud, aplanados en [100] y elongados a lo largo de [011]. Habitualmente su aspecto es pulverulento, terroso o masivo.
Este mineral se produce en la intemperie o en zonas oxidadas relacionadas con los yacimientos primarios más profundos de sulfuros de cobre, formado como sublimado volcánico secundario. El color gris-negro opaco de la tenorita contrasta fuertemente con el veteado azul de la crisocola.
Suele encontrarse asociado a otros minerales como cuprita, cobre nativo, crisocola, malaquita, azurita, óxidos hierro-manganeso, cloruros de cobre y cotunnita.

## Yacimientos
La localidad tipo de este mineral está en el monte Vesubio (Italia), existiendo otros yacimientos relacionados también con el vulcanismo, como los del Monte Etna (Sicilia) y el de la isla de Estrómboli. España cuenta con localizaciones en las minas de Riotinto (Huelva), Huércal-Overa (Almería), mina Eureka (Torre de Capdella, Lérida) y mina La Rubia (Mercadal, Menorca).
El Reino Unido tiene numerosos yacimientos de este mineral, destacando los de Gwennap, Redruth y Saint Just in Penwith (todos ellos en Cornualles) y el de Leadhills (South Lanarkshire, Escocia).
Asimismo, Alemania tiene depósitos en Siegen (Westfalia) y Calw (Selva Negra), la República Checa en Jáchymov (montes Metálicos), y Bulgaria en Madzharovo, en las montañas Ródope orientales.
En Estados Unidos hay tenorita en Copper Harbor (Míchigan) y Darwin (California). En Chile se encuentra este mineral en la mina Chuquicamata, mina de cobre y oro a cielo abierto considerada la más grande del mundo de su clase; este emplazamiento es localidad tipo de otros minerales de cobre como bellingerita, calcantita y ungemachita.